# 愛知県道66号蟹江飛島線
愛知県道66号蟹江飛島線（あいちけん66ごう かにえとびしません）は、愛知県海部郡蟹江町から飛島村を経由し、弥富市に至る主要地方道である。なお、この道路は西尾張中央道の一部になっている。

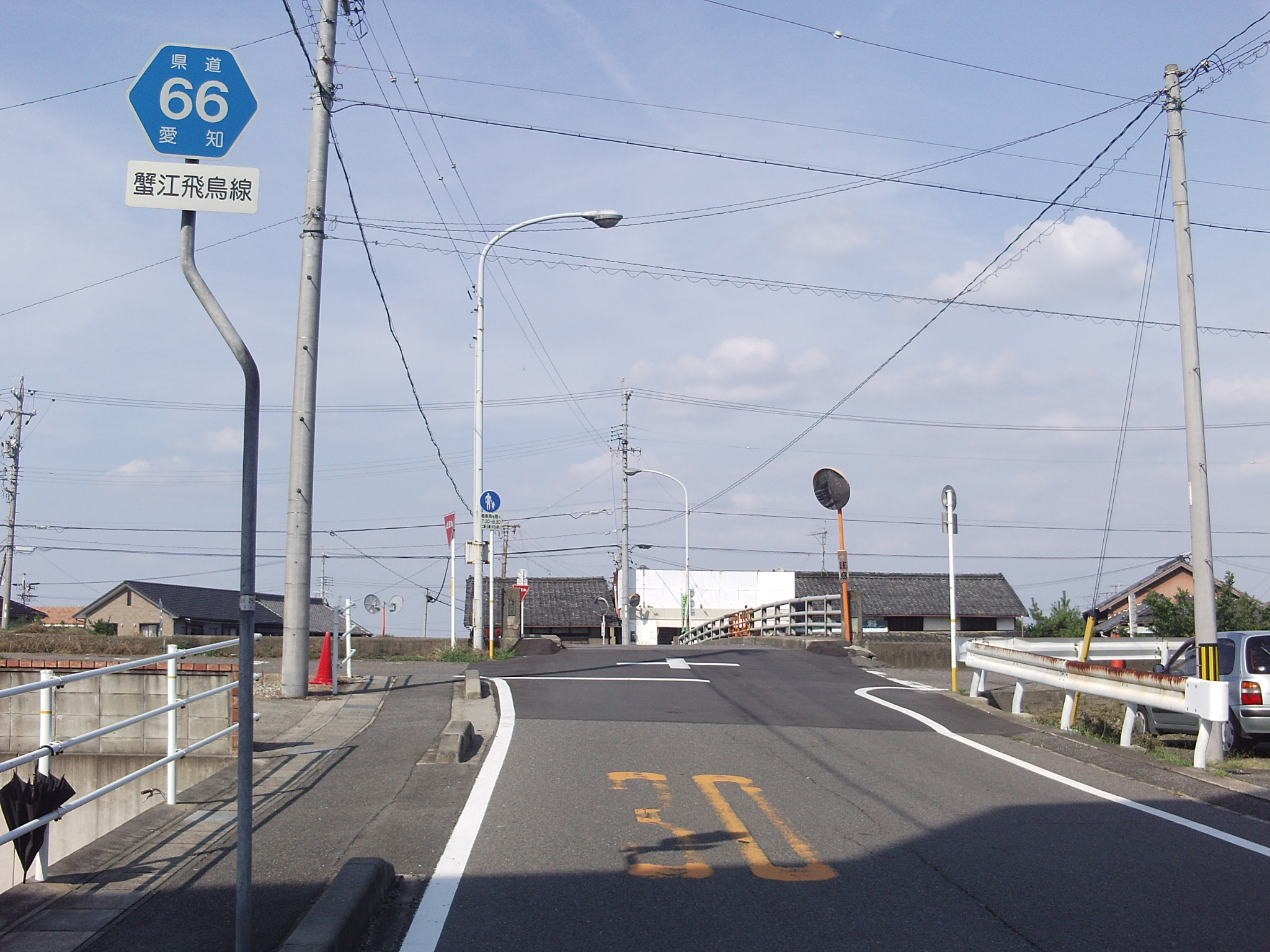
蟹江町側。県道のうち西尾張中央道ではない場所。

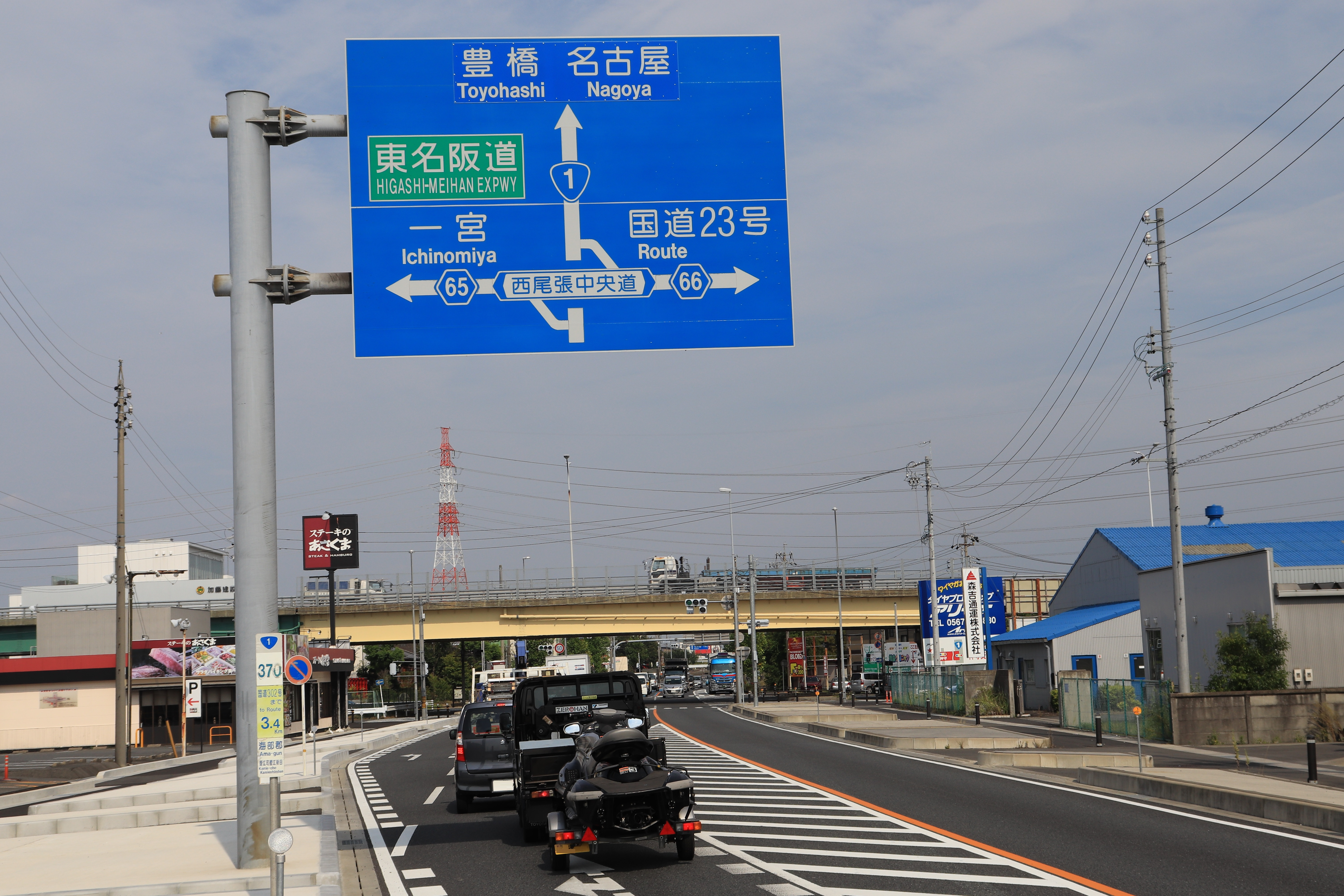
国道1号と西尾張中央道との「芝切」交差点、左の北側が愛知県道65号一宮蟹江線（終点）、右の南側が愛知県道66号蟹江飛島線（起点の一つ）、海部郡蟹江町にて

## 路線データ
- 起点：愛知県海部郡蟹江町大字蟹江新田（芝切交差点・国道1号および愛知県道65号一宮蟹江線交点）並びに同町大字舟入
- 終点：愛知県弥富市稲荷1丁目（稲荷西交差点・国道23号および愛知県道71号名古屋西港線交点）

## 沿革
- 1965年11月29日：認定

## 通過する自治体
- 愛知県
  - 海部郡
    - 蟹江町
    - 飛島村

  - 弥富市

## 接続する道路
- 国道1号（芝切交差点、オーバーパス有り）
- 愛知県道65号一宮蟹江線（西尾張中央道）（芝切交差点、継承）
- 国道1号・愛知県道114号津島蟹江線（蟹江大橋東交差点）
- 愛知県道517号蟹江梅之郷線（蟹江町鍋蓋新田地内）
- 愛知県道462号大藤永和停車場線（新善太橋南交差点）
- 愛知県道70号名古屋十四山線（竹田交差点）
- 愛知県道106号鳥ヶ地名古屋線（神戸新田交差点）
- 愛知県道104号新政成弥富線（重宝交差点）
- 国道23号（名四国道）（稲荷西交差点、オーバーパス有り）
- 愛知県道71号名古屋西港線（西尾張中央道）（稲荷西交差点、継承）

## 別名
- 西尾張中央道（弥富市、飛島村、蟹江町）